# Мощениця (Поморське воєводство)
Мощениця (пол. Moszczenica) — село в Польщі, у гміні Хойниці Хойницького повіту Поморського воєводства.
Населення — 177 осіб (2011).

## Демографія
Демографічна структура станом на 31 березня 2011 року:
|          | Загалом | Допрацездатний вік | Працездатний вік | Постпрацездатний вік |
| -------- | ------- | ------------------ | ---------------- | -------------------- |
| Чоловіки | 89      | 15                 | 69               | 5                    |
| Жінки    | 88      | 26                 | 48               | 14                   |
| Разом    | 177     | 41                 | 117              | 19                   |